# Serestély Béla
Serestély Béla (Malomvíz, 1883. augusztus 3. – Arad, 1968. február 13.) erdélyi magyar költő.

## Életútja, munkássága
Középiskoláit a szászvárosi Kuun Kollégiumban végezte (1901). Utána vasúti tisztviselőként dolgozott Piskin, ill. Déván.
Első verseit iskolája Viribus Unitis c., általa szerkesztett diáklapjában közölte 1898-ban, nyomtatásban pedig a Szászváros c. lapban 1903-ban, majd az Arad és Vidéke, Erdélyi Lapok, Függetlenség, Ország-Világ, Pesti Napló hasábjain. Több ízben elnyerte az aradi Kölcsey Egyesület verspályázatának díját. Színműveit (Paraszt grófné, Vasutas élet) műkedvelők mutatták be.
A két világháború között verseit Aradon a Genius, Vasárnap és Havi Szemle, valamint a Napkelet, Pásztortűz és Brassói Lapok közölte. A Tóth Árpád Irodalmi Kör alapítója. Az 1950-es években írott versei az aradi Vörös Lobogóban jelentek meg. Az EIT számára megírta önéletrajzát, ezt Engel Károly közölte (NyIrK, 1967/2). Érik a búza c. versét férfikarra feldolgozva kiadta Kálmán Andor (Temesvár, 1960).

## Verskötetei
- Új hiten. Költemények (Budapest, 1907)
- Az örök rejtély (Déva, 1922)
- Zeniten. Versek (uo. 1924)
- Az Életé a diadal. Versek. 1917–1956 (Marosvásárhely, 1957)